# Малый Когозес

Ма́лый Когозес — река в России, в Енисейском районе Красноярского края. Устье реки находится в 11 км по левому берегу реки Когозес. Длина реки составляет 51 км, площадь водосборного бассейна 414 км². Вытекает из болота Комарного.
Сливаясь с рекой Большой Когозес, образует реку Когозес.

## Данные водного реестра
По данным государственного водного реестра России относится к Верхнеобскому бассейновому округу, водохозяйственный участок реки — Обь от впадения реки Васюган до впадения реки Вах, речной подбассейн реки — Васюган. Речной бассейн реки — (Верхняя) Обь до впадения Иртыша.